# Sphaerodactylus parkeri
Sphaerodactylus parkeri — вид геконоподібних ящірок родини Sphaerodactylidae. Ендемік Ямайки. Вид названий на честь англійського герпетолога Хемптона Вайлдмана Паркера.

## Поширення і екологія
Sphaerodactylus parkeri відомі з п'яти місцевостей, розташованих на південному узбережжі Ямайки. Вони живуть в ксерофітних лісах і кокосових гаях, серед опалого листя і гнилої деревини та під камінням. Зустрічаються на висоті до 230 м над рівнем моря. Відкладають яйця.

## Збереження
МСОП класифікує цей вид як такий, що перебуває під загрозою зникнення. Sphaerodactylus parkeri загрожує знищення природного середовища. 